# Вулиця Озерна (Львів)
Ву́лиця Озе́рна — вулиця в Залізничному районі міста Львова, в місцевості Левандівка. Сполучає вулиці Повітряну та Кузнярівку. Нумерація будинків починається від Повітряної. Озерна перетинається з Алмазною; з непарного боку від неї відходить вулиця Слюсарська; з парного, при перетині з Алмазною, — вулиця Дучимінської. Від Повітряної до Алмазної вулиця асфальтована, від Алмазної до Кузнярівки має ґрунтове покриття; хідників немає.

## Назва та забудова
Вулиця отримала нинішню назву Озерна у 1958 році, від того часу назва не змінювалася.
Забудова: радянський одно- і двоповерховий конструктивізм 1950-х років поліпшеного планування, двоповерхові житлові бараки кінця 1950-х — початку 1960-х років.

Світлини вуличної забудови
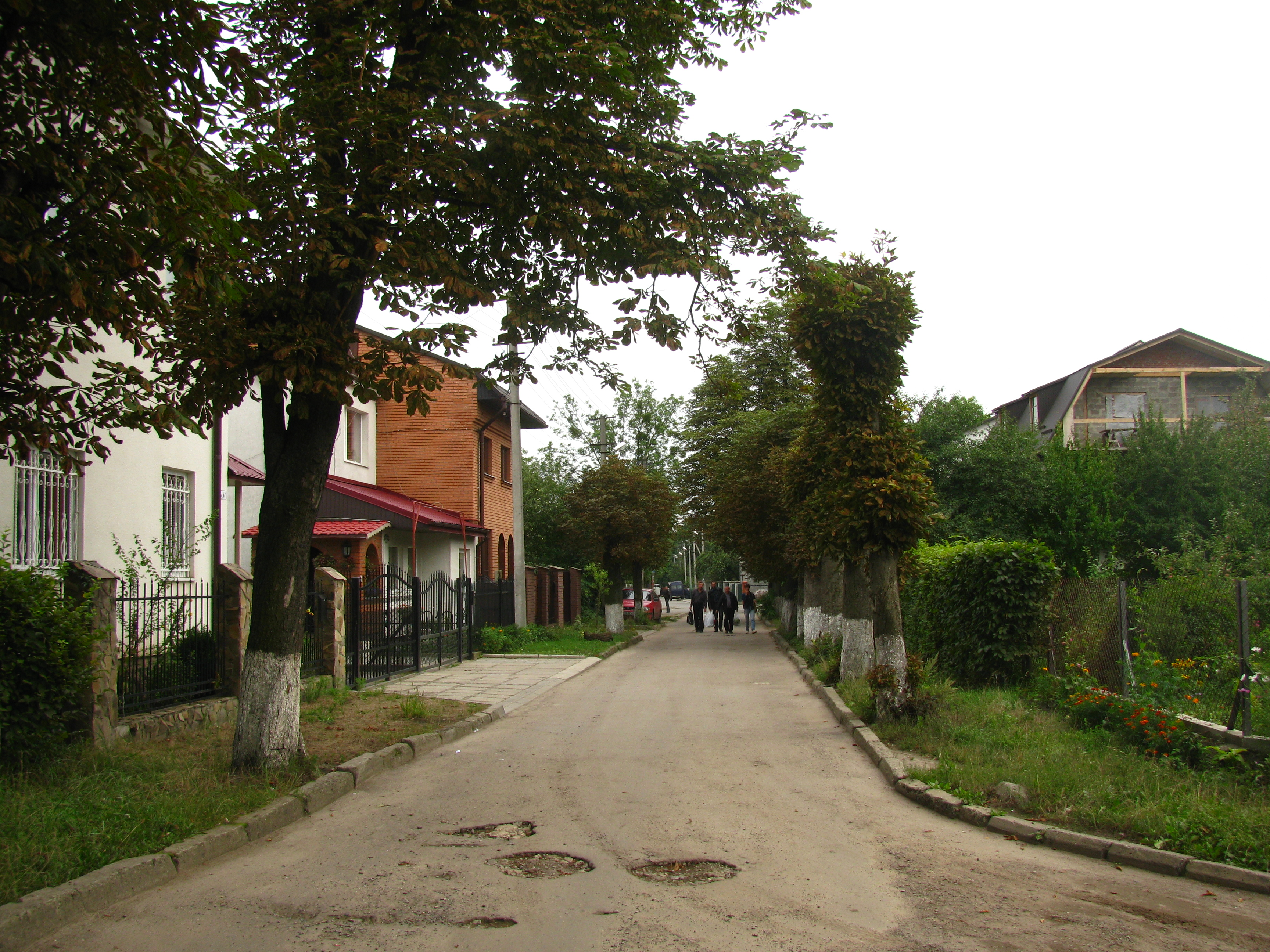
Початок вулиці
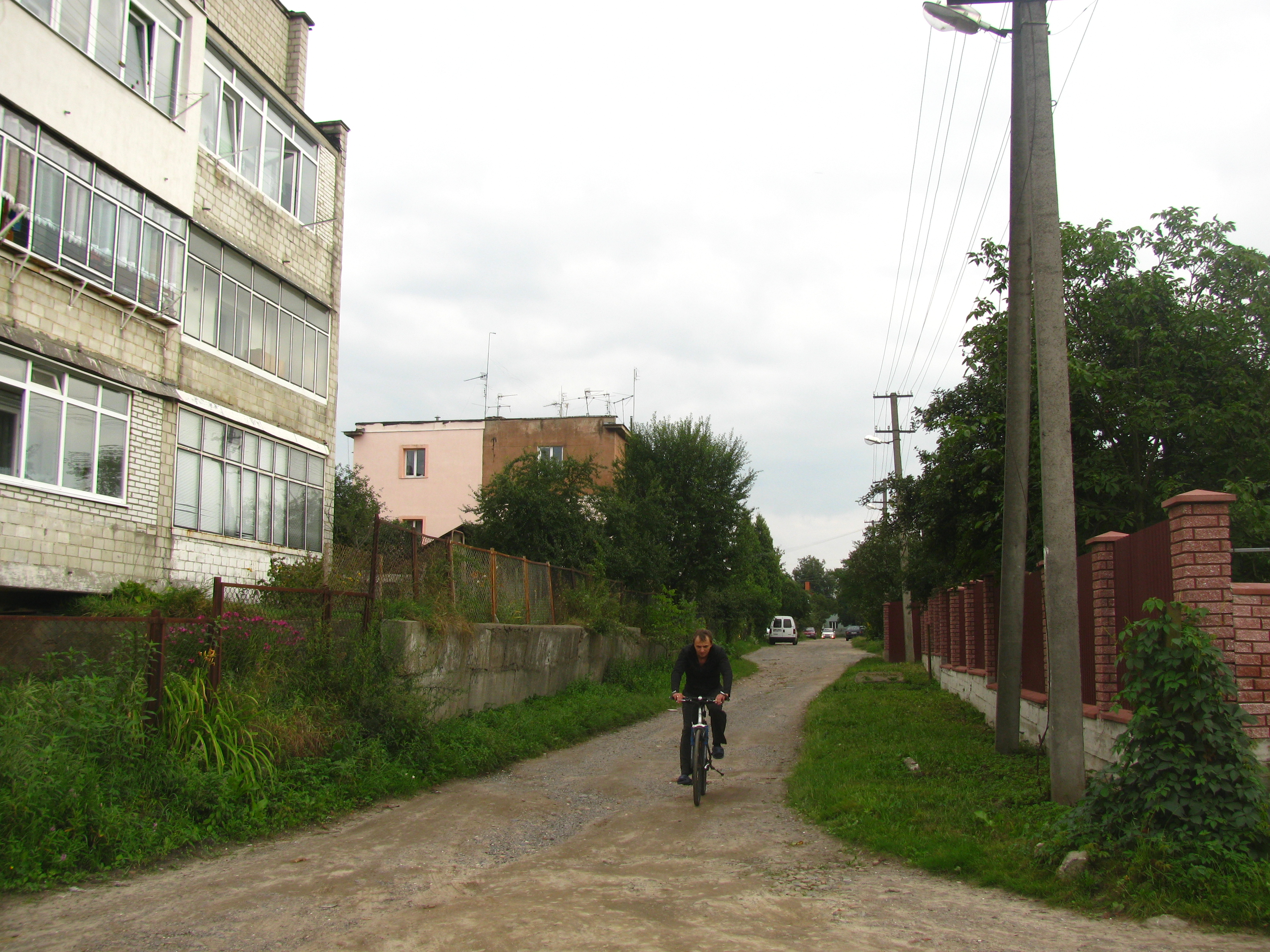
Кінець вулиці